# Wilfredo Ruiz
Wilfredo «Fefo» Ruiz (Montevideo, 6 de enero de 1961) es un exjugador de baloncesto uruguayo que jugaba en la posición de alero. Es el máximo goleador de la historia de la Federación Uruguaya de Basketball con 18512 puntos. Ostenta el récord nacional uruguayo de puntos en un partido, logrado cuando jugaba para Neptuno: convirtió 84 frente a Colón el 12 de noviembre de 1983, en Primera División, cuando aún no existía el tiro de tres puntos. En esa misma semana ya le había batido el récord a Oscar Moglia, de 68 puntos en un Welcome-Malvin de 1957, al convertirle 70 puntos a Bohemios el 7 de noviembre de 1983. Dos días después le había convertido 72 a Hebraica y Macabi.
Considerado uno de los jugadores más importantes de la historia del baloncesto uruguayo, fue goleador en Uruguay y Argentina, lugares donde rompió marcas nacionales e internacionales. Llegó a practicar tiro al cesto con los ojos vendados y a untar sus brazos y piernas con vaselina para librarse de la pesada y agresiva marca de sus rivales, que en algunos casos —alterados y desequilibrados por su increíble puntería— llegaron a golpearlo (el argentino Carlos Raffaelli en un partido Uruguay-Argentina del Campeonato Sudamericano de Baloncesto de 1981).
Fue campeón sudamericano de selecciones en 1981 y obtuvo un sexto puesto en los Juegos Olímpicos de Los Ángeles 1984, -integrando el quinteto titular junto a Horacio Tato López, Carlos Peinado, Hebert Fonsi Núñez y Luis Eduardo Pejerrey Larrosa.
Se retiró definitivamente con 41 años en 2002, jugando para Universitario de Salto. 

## Trayectoria
Nació en el barrio Parque Rodó (Montevideo) el 6 de enero de 1961. Cursó sus estudios primarios en la Escuela N.º 132 Aurelia Viera y luego estudios secundarios en el Liceo Erwy School.
Comenzó sus primeros pasos en el baloncesto en 1968 jugando en el club Welcome en la categoría "mini" con tan sólo 7 años. Luego hizo la escala en las diferentes categorías (cadetes, menores, juveniles) siendo campeón en todas esas instancia y haciendo su debut oficial en el primer equipo de Welcome en el año 1976, con 15 años. Su club, que competía en la época en Segunda de Ascenso (actual Liga Metropolitana), cuenta con una rica historia donde destacó Oscar Moglia, uno de los mejores jugadores de la historia del baloncesto uruguayo.
Jugando para Welcome en el año 1979 establece un récord para la divisional de 70 puntos, comenzando a ganar notoriedad y fama ante la prensa especializada y los aficionados. Se le realiza una nota periodística donde lanza a canasta con los ojos vendados desde media distancia y convierte 8 tiros de 10 ante la sorpresa de todos. En ese año 1979 jugó su última temporada en Welcome. 
En el año 1980 pide pase para el club Aguada, donde juega en la categoría juveniles, coronándose campeón ese mismo año. En 1981, con 20 años, hace su debut oficial en primera división en el Campeonato Federal, principal competición en la época (actual Liga Uruguaya de Básquetbol).Rápidamente se ganó el aprecio de los aficionados y seguidores de Aguada. A inicio de los 80, "Fefo" conforma un quinteto temible junto a las fichas extranjeras, los estadounidenses Jeff Granger y Larry Bacon. Ruiz demuestra su capacidad goleadora, se torna incontenible y ese 1981 bate el récord de puntos en un campeonato, anotando 1160 puntos (quebrando el récord de José "Cuqui" Barizo de 1978 que había convertido 1154). En el año 1982 quiebra su propio récord, convirtiendo 1267 puntos con un promedio de 38,39 puntos por partido.
En el año 1983 pide pase para el club Neptuno (actualmente desafiliado de la FUBB), llevado por el dirigente Di Landro quien hace una inversión importante para contar en sus filas con el super-goleador. En el elenco de Neptuno, llamado "del tridente", Fefo continúa quemando redes y con 70 puntos ante Bohemios el 7/11/83 quiebra el récord de Oscar Moglia de 1957 que había convertido 68 puntos. 5 días más tarde, el 12/11 rompe su propia marca, convirtiendo 84 puntos ante Colón, en récord que se mantiene hasta el presente y que nadie ha podido quebrar aún, a pesar de que existe la regla del triple (que en 1983 no existía), lo que hace a su récord aún más impresionante. Los números de Ruiz en esa noche histórica hablan por sí solos: 36 de 53 en tiros de cancha (68%) y 12 de 13 en tiros libres (92%) para un total de 84 puntos. Una performance espectacular, que pasó a la historia y una marca que se mantiene en el ámbito local y que será muy difícil, si no imposible, de superar. En el año 1984 y por cuarta vez consecutiva rompe el récord de puntos en el Campeonato Federal, convirtiendo 1675 puntos, con un promedio de 50,76 puntos por partido, siendo incontrolable para sus defensas.
Entre 1985 y 1989 jugó en la Liga Nacional de Básquet de Argentina. Llegó contratado por Estudiantes de Bahía Blanca, y posteriormente fichó con su archirrival Olimpo de Bahía Blanca. Fue el máximo goleador del certamen por tres temporadas consecutivas. Luego de ello realizó una breve experiencia en Brasil y en México, antes de retornar a su país y jugar durante una década en distintos niveles de la liga local. 
En 1996, jugando para el Welcome de Uruguay, casi al fin de su carrera, convirtió 44 puntos en un partido de play-offs ante Biguá, demostrando su vigencia como goleador.

### Clubes
| Club                        | País      | Año         |
| --------------------------- | --------- | ----------- |
| Welcome                     | Uruguay   | 1976 - 1979 |
| Aguada                      | Uruguay   | 1980 - 1982 |
| Peñarol                     | Uruguay   | 1982        |
| Bohemios                    | Uruguay   | 1982        |
| Neptuno                     | Uruguay   | 1983 - 1985 |
| Estudiantes de Bahía Blanca | Argentina | 1985 - 1987 |
| Nacional                    | Uruguay   | 1987        |
| Olimpo de Bahía Blanca      | Argentina | 1987 - 1989 |
| Monte Líbano                | Brasil    | 1989        |
| Mérida                      | México    | 1989        |
| Welcome                     | Uruguay   | 1990        |
| Neptuno                     | Uruguay   | 1990        |
| Peñarol                     | Uruguay   | 1991        |
| Welcome                     | Uruguay   | 1992 - 1997 |
| Nacional                    | Uruguay   | 1997        |
| Neptuno                     | Uruguay   | 1998        |
| Ferro Carril de Salto       | Uruguay   | 2001        |
| Universitario de Salto      | Uruguay   | 2002        |

## Selección nacional
Ruiz jugó con el seleccionado juvenil de baloncesto de Uruguay entre 1975 y 1979. 
En 1980 hizo su debut con la selección mayor de baloncesto de Uruguay en el Torneo de las Américas de 1980. Al año siguiente integraría el equipo que conquistó el Campeonato Sudamericano de Baloncesto de 1981, siendo además el máximo anotador del certamen. Cerró ese primer ciclo en la escuadra nacional jugando en buen nivel en la Copa Mundial de Baloncesto de 1982. 
Ruiz sería convocado para participar del Campeonato Sudamericano de Baloncesto de 1983 -en el que los uruguayos terminaron terceros- y el Torneo de las Américas de 1984 -donde su equipo fue subcampeón. Posteriormente también compitió en el torneo de baloncesto masculino de los Juegos Olímpicos de Los Ángeles 1984. 
Ya consolidado como uno de los jugadores de mayor peso en el combinado nacional, en 1985 comenzó su tercer ciclo en la selección uruguaya disputando una nueva edición del Campeonato Sudamericano de Baloncesto. En esa ocasión su equipo se quedó al borde de conseguir el título, perdiendo en la final contra Brasil. 
Ruiz entró en conflicto con la Federación Uruguaya de Basketball a mediados de 1986, cuando se vio obligado a pedir una licencia en Estudiantes de Bahía Blanca para sumarse a la selección de su país. Dado que el contrato del jugador con el club argentino quedaba suspendido mientras estuviese representando internacionalmente a Uruguay, Ruiz le solicitó a las autoridades de la FUB que le abonasen el monto del salario que no percibiría en ese periodo. Eso causó malestar en la FUB, por lo que el jugador fue expulsado del equipo nacional.
De todos modos Ruiz retornaría para jugar torneos regionales de selecciones en 1987 y 1991.